# Shin Sung-mo
Shin Sung-mo (Contea di Uiryeong, 20 ottobre 1891 – Seul, 29 maggio 1960) è stato un politico e ammiraglio sudcoreano.
Fu primo ministro ad interim della Corea del Sud (ufficialmente Repubblica di Corea) nel 1950 prima di essere succeduto da Chang Myon e Ministro della Difesa subito dopo durante la guerra di Corea.

## Biografia

### Primi anni di vita
Nacque nella contea di Uiryeong nel 1891, figlio di Jae rok Lee. Nel 1907 entrò al corso serale presso il Dipartimento di Giurisprudenza del Bosung College e si laureò al Boseong Law College nel 1910. Nell'agosto dello stesso anno, fuggì a Vladivostok e si unì al movimento per l'indipendenza anti-giapponese sotto la guida di Shin Chae-ho e del capo della sua città natale, Ahn Hee-je.
Dal 1930, divenne il capitano di un traghetto regolare da e per Londra e l'India. Quando nel settembre del 1940 fu istituito l'Esercito di liberazione coreano, il governo provvisorio della Repubblica di Corea lo nominò commissario militare. Durante la seconda guerra mondiale, in Corea si sapeva che sarebbe sopravvissuto. Nel maggio 1948 rinunciò al suo ritorno e assunse l'incarico di consigliere di una compagnia mercantile indiana.

### Attività politica
Ritornò in Corea nel 1948. Il 19 dicembre 1949 fu invitato al Consiglio supremo della gioventù coreana. Successivamente, fu a capo della squadra giovanile della Corea e del comitato consultivo del Ministero dei trasporti, nel 1949 divenne il secondo ministro degli Affari interni (coreano: 대한민국 내무부). Il 21 marzo 1949 divenne il secondo Ministro della Difesa (coreano: 대한민국 국방부) una posizione che mantenne fino al 5 maggio 1951. Syngman Rhee preferiva una persona che parlasse bene l'inglese e si dice che Shin parlasse fluentemente inglese mentre studiava a Londra.
Al suo ritorno, gli viene dato il titolo di ammiraglio. All'epoca prestava servizio come capitano di una nave mercantile britannica, consigliere e direttore di una nave mercantile indiana, ma ricevette addestramento militare in Cina ed era adiacente all'ammiraglio della marina cinese Sal Jinbing. Per il riconoscimento alla sua carriera nell'esercito di liberazione coreano, il governo provvisorio della Repubblica di Corea, gli fu assegnò il grado di tenente generale della Marina e fu chiamato ammiraglio della Santa Madre.
Il 17 luglio 1949, mentre era Ministro della Difesa nazionale, disse: "L'esercito attende ordini dal presidente e, con gli ordini, può prendere completamente il controllo di Pyongyang o Wŏnsan entro un giorno". Quando le osservazioni si trasformarono in un problema, spiegò che le sue osservazioni erano state fraintese, ma all'inizio di settembre di quell'anno, insistette, "Aspetto solo il momento e sono pronto a spingere".
Quando Lee Beom-seok si dimise dal suo incarico di primo ministro, Shin Sung divenne il nuovo ad interim il 21 aprile 1950 e rimase in carica fino al 22 novembre.

### Guerra di Corea
La guerra di Corea scoppiò durante la riunione del Consiglio di Stato tenutasi alle 4:00 del mattino del 27 giugno 1950. Shin Sung-mo, che era  Ministro della Difesa, dichiarò di non essere a conoscenza della situazione.
Era un membro del Comitato militare del governo provvisorio, ma a differenza di Lee Beom-seok, Ji Cheong-cheon, Kim Hong-il e altri, non aveva esperienza nel combattimento diretto con l'esercito poiché era impegnato in lavori relativi alle navi marittime, lavori di comunicazione e di interpretazione prima del rimpatrio. Come membro del Consiglio di Stato della Repubblica di Corea, mostrò un atteggiamento completamente diverso dalla sua posizione di prendersi cura della sicurezza delle persone. Al tempo della guerra di Corea, ricopriva il ruolo di presidente dei capi di stato maggiore congiunti.
Per quanto riguarda il massacro di Geochang nel 1951, fu criticato dall'Assemblea nazionale perché stava razionalizzando il caso con Kim Jong-won (coreano: 김종원), che era allora comandante delle arti marziali. Si riscontrò che parte dell'oro veniva utilizzato come fondo politico per Syngman Rhee. In quel momento Shin Sung-mo si dimise da Ministro della Difesa nazionale. Nel 1951 lavorò come quinto amministratore delegato del Giappone.
In quel momento Chough Pyung-ok, che era il Ministro degli Affari interni (coreano: 대한민국 내무부) e l'ufficio del Primo Ministro non erano d'accordo sulla sua nomina a funzionario pubblico per il Giappone, e anche Yun Bo-seon, membro di spicco del Partito Nazionale Democratico, contestò menzionando la sua moralità per la Forza di difesa nazionale e il massacro di Geochang, ma il presidente Syngman Rhee ignorò la mozione.

### Dopo il cessate il fuoco
Dal 28 novembre 1956 prestò servizio come Preside dell'Università Marittima. Si ammalò e morì di emorragia cerebrale a Seul il 29 maggio 1960. Dopo essere stato sepolto a Seonyeong, Yongdeok-myeon, Uiryeong, Gyeongsang Meridionale, fu successivamente trasferito al Cimitero nazionale di Daejeon.